# ائوفروبوس
ائوفوربوس (به انگلیسی: Euphorbus)، پسر پانتوئوس، از جنگ‌جویان تروا بود. در جنگ تروا به پاتروکلوس ضربه زد و هنگامی که می‌خواست منلائوس را مجروح کند، توسط او کشته شد.
فیثاغورس مدعی بود که روحش قبلاً در جسم ائورفوربوس می‌زیسته است.